# Bactrosaurus johnsoni
Bactrosaurus johnsoni (Gilmore, 1933) era un dinosauro erbivoro vissuto nel Cretacico superiore in Cina, circa 70 milioni di anni fa.

## Descrizione

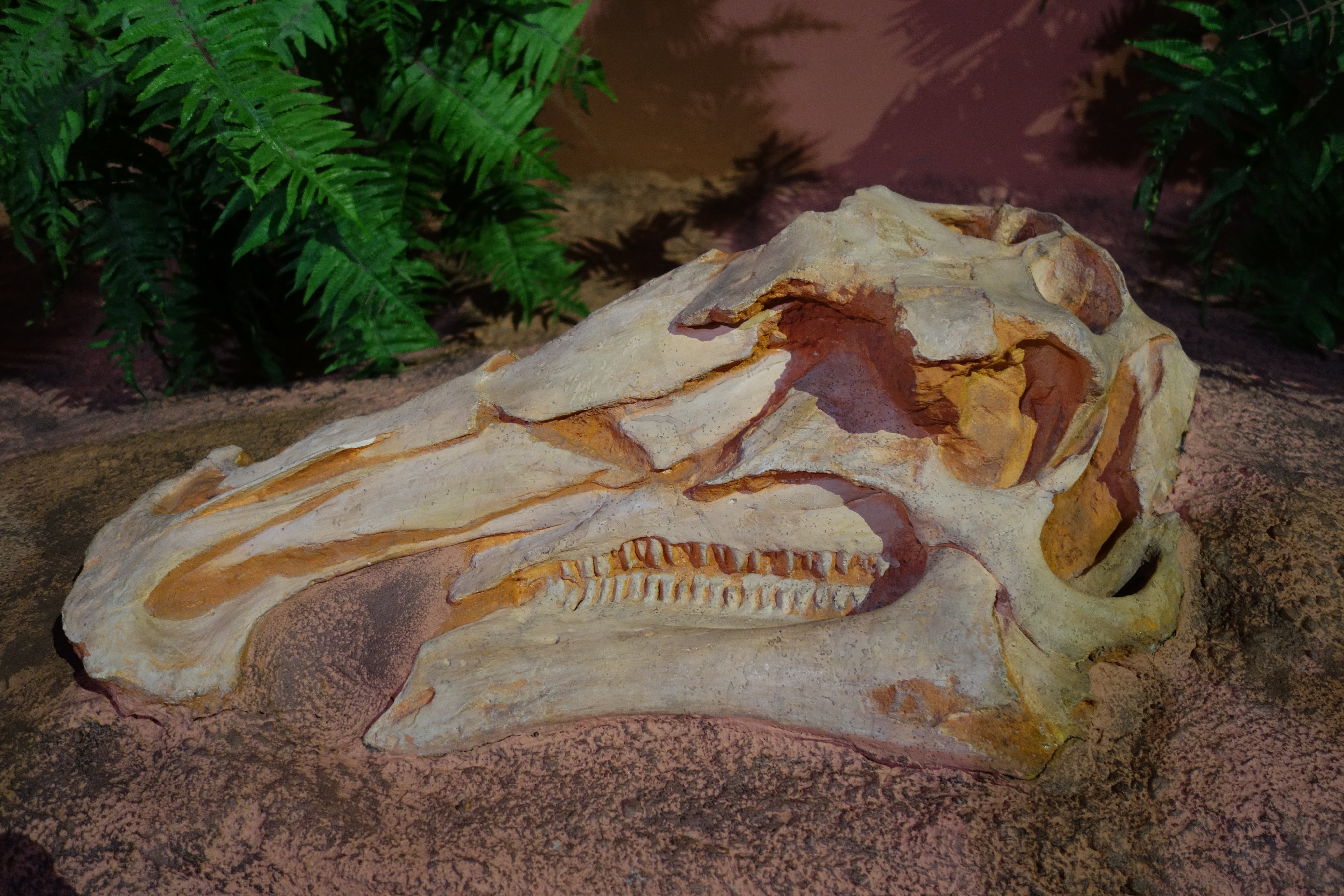
Cranio

Questo dinosauro, descritto nel 1933 da Charles W. Gilmore, è un primitivo rappresentante dei dinosauri a becco d'anatra. Per molti anni, infatti, il bactrosauro (il cui nome significa "lucertola bastone", dal greco baktron = bastone + sauros = lucertola) è stato considerato l'antenato di tutti gli adrosauri. In realtà, venne fatta molta confusione quando furono scoperti i fossili, e parte del materiale fu successivamente attribuita agli adrosauridi Mandschurosaurus e Gilmoreosaurus. Ora si ritiene che Bactrosaurus sia una specie primitiva di lambeosaurino, dal momento che come tutti i rappresentanti di questa sottofamiglia possedeva le vertebre dorsali e caudali molto allungate. Il cranio, però, mancava della tipica cresta cava. Il bactrosauro possedeva anche numerose caratteristiche primitive tipiche degli iguanodonti evoluti come Equijubus: ad esempio, il bactrosauro aveva tre denti "nascosti" per ogni dente visibile, piccoli denti mascellari e, in generale, un'insolita corporatura robusta per un adrosauro.

## Habitat
Probabilmente il bactrosauro era un dinosauro di medie - grandi dimensioni (lungo sei - sette metri, alto circa due - tre metri e pesante una tonnellata o più), che vagava in branchi per le pianure aride della Mongolia e della Cina, e viveva accanto al primitivo dinosauro struzzo Archaeornithomimus, al predatore Alectrosaurus e ad alcuni segnosauri. Sei scheletri parziali di B. johnsoni sono stati dissotterrati in Mongolia e in Cina, mentre un'altra specie ascritta a questo genere, B. prynadai, dell'Asia centrale, è considerata un nomen dubium.